# Mindiptana Airport
Mindiptana Airport är en flygplats i Indonesien.   Den ligger i provinsen Papua, i den östra delen av landet, 3 700 km öster om huvudstaden Jakarta. Mindiptana Airport ligger 49 meter över havet.
Terrängen runt Mindiptana Airport är mycket platt. Runt Mindiptana Airport är det mycket glesbefolkat, med 2 invånare per kvadratkilometer. I omgivningarna runt Mindiptana Airport växer i huvudsak städsegrön lövskog.